# Patrick van Aanholt
Patrick van Aanholt ('s-Hertogenbosch, 29 augustus 1990) is een Nederlandse voetballer die doorgaans als linksback speelt. Van Aanholt debuteerde in 2013 in het Nederlands voetbalelftal, waarmee hij deelnam aan het EK 2020.

## Clubcarrière

### Jeugd
Van Aanholt kwam in zijn jeugd uit voor amateurvereniging OSC'45. Daar werd hij gescout door FC Den Bosch, dat hem in 2005 in de jeugdopleiding opnam. Die verruilde hij datzelfde jaar nog voor die van PSV, dat hem in 2007 weer verloor aan Chelsea. Dat gaf Van Aanholt een driejarig contract waarmee hij circa 150.000 euro per jaar ging verdienen. Bij Chelsea werd Van Aanholt toegevoegd aan de jeugdopleiding.

### Verhuurd
Chelsea verhuurde Van Aanholt in 2009 aan Coventry City, waarmee hij in de Football League Championship speelde. Hij maakte zijn debuut voor Coventry op 9 augustus 2009, in een competitieduel tegen Ipswich Town. Dit was tevens zijn debuut in het betaalde voetbal. Van Aanholt speelde vijftien competitiewedstrijden voor Coventry City, zonder hierin te scoren. Chelsea haalde Van Aanholt in december 2009 terug omdat een aantal andere selectiespelers onbeschikbaar was vanwege de Afrika Cup. Zodoende maakte hij op 24 maart 2010 zijn debuut voor Chelsea, toen hij in een uitduel bij Portsmouth (0-5) in de 70ste minuut inviel.
Chelsea verhuurde Van Aanholt op 29 januari 2010 voor een maand aan Newcastle United. Daar verving hij de geblesseerde vaste linksback José Enrique. Hij speelde zodoende zeven competitiewedstrijden voor Newcastle United.
Voor het seizoen 2010/11 maakte Van Aanholt de hele voorbereiding bij Chelsea mee. In de eerste seizoenshelft kwam hij vervolgens tot drie wedstrijden. Op 26 januari 2011 werd bekend dat Van Aanholt tot het einde van het seizoen verhuurd werd aan Leicester City, op dat moment actief in de Championship. Hij maakte op 1 februari 2011 zijn debuut voor de club, in een wedstrijd tegen Sheffield United (1-0 winst). Daarna raakte Van Aanholt geblesseerd aan zijn heup. Hij maakte in dienst van Leicester wel nog zijn eerste goal in het professionele voetbal, op 9 april 2011 tegen Burnley (4-0 winst).

### Vitesse
Chelsea verhuurde Van Aanholt op 16 januari 2012 voor de rest van het seizoen 2011/12 aan Vitesse. Daarvoor maakte hij op 27 januari 2012 zijn debuut in een uitwedstrijd tegen PSV, als invaller voor Jan-Arie van der Heijden. In zijn eerste seizoen behaalde hij met Vitesse in mei 2012 Europees voetbal, door de play-offs winnend af te sluiten. Chelsea en Vitesse verlengden in juli 2012 de huur van Van Aanholt met een extra jaar. Hij maakte op 26 juli 2012 zijn eerste goal voor Vitesse, in een Europa League-wedstrijd tegen Lokomotiv Plovdiv. Vitesse won deze wedstrijd met 3-1. Met een vierde plaats in het tweede seizoen plaatste Vitesse direct voor Europees voetbal. Chelsea en Vitesse verlengden Van Aanholt huurperiode op 7 juli 2013 met nogmaals een jaar. In november 2013 pakte hij met de club voor het eerst sinds 2006 de koppositie in de Eredivisie en voor het eerst sinds 2000 na een volledige speelweek. Precies halverwege het seizoen, na 17 speelronden, was Vitesse koploper en daarmee herfstkampioen. In de laatste wedstrijd voor de winterstop kwam Ajax na een gelijkspel van Vitesse langszij en viel Vitesse op doelsaldo terug naar plek twee. Uiteindelijk eindigde Vitesse het reguliere competitieseizoen op de zesde plaats, waardoor Vitesse moest deelnemen aan de play-offs om zich nog te kunnen plaatsen voor Europees voetbal. In de eerste ronde van de play-offs werd Vitesse uitgeschakeld omdat beide wedstrijden tegen FC Groningen verloren gingen.

### Sunderland
Van Aanholt tekende op 25 juli 2014 een vierjarig contract bij Sunderland, dat hem definitief overnam van Chelsea. Hij maakte op 28 november 2015 zijn eerste doelpunt in de Premier League, in een wedstrijd tegen Stoke City (2-0-overwinning). Van Aanholt speelde in zijn eerste twee jaar in Sunderland gemiddeld dertig competitiewedstrijden per seizoen en dwong middels een zestiende en een zeventiende plaats twee jaar op rij lijfsbehoud in de Premier League af met zijn ploeggenoten. Hij tekende in juni 2016 een nieuw contract bij de club met een looptijd tot medio 2020. Op zaterdag 17 december 2016 maakte Van Aanholt een cruciale goal voor The Black Cats in een duel tegen Watford: 1–0. Met zijn derde treffer van het seizoen zorgde hij ervoor dat Sunderland de laatste plaats verliet. Kort na rust schoot hij raak via de binnenkant van de paal.

### Crystal Palace
Van Aanholt tekende in januari 2017 een contract tot medio 2021 bij Crystal Palace. Dat stond op dat moment achttiende in de Premier League, twee plaatsen boven Sunderland. Crystal Palace betaalde circa € 16,5 miljoen voor hem, inclusief bonussen. Van Aanholt en Crystal Palace stegen in het restant van het  plaats en behielden zich met een elfde en twaalfde plaats in de eindstand ook in de volgende seizoenen in de Premier League. Van Aanholt groeide zelf uit tot basisspeler. Zo begonnen James McArthur en hij in het seizoen 2018/19 allebei in 36 competitiewedstrijden in de basis, meer dan al hun andere ploeggenoten. Van Aanholt maakte op 23 februari 2020 uit een vrije trap het enige doelpunt van de wedstrijd in een competitieduel thuis tegen Newcastle United. Dit was zijn dertiende voor Crystal Palace, waarmee hij de meest scorende verdediger in de Premier League-historie van de club werd.

### Galatasaray
In juli 2021 maakte Van Aanholt de overstap naar Galatasaray. Het eerste seizoen dat Van Aanholt bij de club kwam, behaalde de club het slechtste competitieresultaat in de geschiedenis door als 13e te eindigen. In de beker werd de club tegen de eerste tegenstander al uitgeschakeld tegen Denizlispor, dat uitkomt op het tweede niveau. In Europa had het team meer succes. In de UEFA Europa League werd de groepsfase afgesloten als groepwinnaar waarna het doorstroomde naar de 16e finales, waarin het werd uitgeschakeld door FC Barcelona.

### PSV
Op 31 januari 2023 maakte Galatasaray bekend Van Aanholt tot het einde van het seizoen te verhuren aan PSV. Hij won met de club de KNVB Beker. De huur werd met een seizoen verlengd en in het seizoen 2023/24 werd Van Aanholt met PSV landskampioen. Hierna liep zijn contract af.

### Sparta Rotterdam
Nadat hij enkele maanden zonder club zat, sloot Van Aanholt in november 2024 tot het einde van het seizoen aan bij Sparta Rotterdam.

## Clubstatistieken
| Seizoen | Club             | Land               | Competitie     | Competitie | Competitie | Beker | Beker | Internationaal | Internationaal | Totaal | Totaal |
| Seizoen | Club             |                    | Competitie     | Wed.       | Dlp.       | Wed.  | Dlp.  | Wed.           | Dlp.           | Wed.   | Dlp.   |
| ------- | ---------------- | ------------------ | -------------- | ---------- | ---------- | ----- | ----- | -------------- | -------------- | ------ | ------ |
| 2009/10 | Chelsea          | Vlag van Engeland  | Premier League | 2          | 0          | 0     | 0     | –              | –              | 2      | 0      |
| 2009/10 | → Coventry City  | Vlag van Engeland  | Championship   | 20         | 0          | 0     | 0     | –              | –              | 20     | 0      |
| 2009/10 | → Newcastle      | Vlag van Engeland  | Championship   | 7          | 0          | 0     | 0     | –              | –              | 7      | 0      |
| 2010/11 | Chelsea          | Vlag van Engeland  | Premier League | 0          | 0          | 2     | 0     | 4              | 0              | 6      | 0      |
| 2010/11 | → Leicester City | Vlag van Engeland  | Championship   | 12         | 1          | 0     | 0     | –              | –              | 12     | 1      |
| 2011/12 | → Wigan Athletic | Vlag van Engeland  | Premier League | 3          | 0          | 1     | 0     | –              | –              | 4      | 0      |
| 2011/12 | → Vitesse        | Vlag van Nederland | Eredivisie     | 10         | 0          | 1     | 0     | –              | –              | 11     | 0      |
| 2012/13 | → Vitesse        | Vlag van Nederland | Eredivisie     | 31         | 1          | 4     | 0     | 4              | 1              | 39     | 2      |
| 2013/14 | → Vitesse        | Vlag van Nederland | Eredivisie     | 29         | 4          | 3     | 1     | 2              | 0              | 34     | 5      |
| 2014/15 | Sunderland       | Vlag van Engeland  | Premier League | 28         | 0          | 5     | 1     | –              | –              | 33     | 1      |
| 2015/16 | Sunderland       | Vlag van Engeland  | Premier League | 33         | 5          | 3     | 0     | –              | –              | 36     | 5      |
| 2016/17 | Sunderland       | Vlag van Engeland  | Premier League | 21         | 3          | 5     | 0     | –              | –              | 26     | 3      |
| 2016/17 | Crystal Palace   | Vlag van Engeland  | Premier League | 11         | 2          | 0     | 0     | –              | –              | 11     | 2      |
| 2017/18 | Crystal Palace   | Vlag van Engeland  | Premier League | 28         | 5          | 4     | 0     | –              | –              | 32     | 5      |
| 2018/19 | Crystal Palace   | Vlag van Engeland  | Premier League | 36         | 3          | 3     | 1     | –              | –              | 39     | 4      |
| 2019/20 | Crystal Palace   | Vlag van Engeland  | Premier League | 29         | 3          | 0     | 0     | –              | –              | 29     | 3      |
| 2020/21 | Crystal Palace   | Vlag van Engeland  | Premier League | 22         | 0          | 1     | 0     | –              | –              | 23     | 0      |
| 2021/22 | Galatasaray      | Vlag van Turkije   | Süper Lig      | 35         | 2          | 1     | 0     | 12             | 1              | 48     | 3      |
| 2022/23 | Galatasaray      | Vlag van Turkije   | Süper Lig      | 10         | 0          | 4     | 0     | –              | –              | 14     | 0      |
| 2022/23 | → PSV            | Vlag van Nederland | Eredivisie     | 15         | 1          | 4     | 1     | 2              | 0              | 21     | 2      |
| 2023/24 | → PSV            | Vlag van Nederland | Eredivisie     | 24         | 1          | 3     | 0     | 4              | 0              | 31     | 1      |
| 2024/25 | Sparta Rotterdam | Vlag van Nederland | Eredivisie     | 21         | 0          | 0     | 0     | –              | –              | 21     | 0      |
| Totaal  | Totaal           | Totaal             | Totaal         | 427        | 31         | 44    | 4     | 28             | 2              | 499    | 37     |

Bijgewerkt op 25 juni 2025.

## Erelijst
| Eredivisie           | 1x | 2023/24 |
| KNVB Beker           | 1x | 2022/23 |
| Johan Cruijff Schaal | 1x | 2023    |

## Interlandcarrière
Van Aanholt werd op 11 mei 2010 door Cor Pot voor het eerst geselecteerd voor Jong Oranje.
Op 17 november 2013 werd hij vervolgens in zijn periode bij Vitesse voor het eerst geselecteerd voor het Nederlands voetbalelftal. Bondscoach Louis van Gaal riep hem op voor een oefeninterland tegen Colombia nadat Jetro Willems en Bruno Martins Indi geblesseerd afhaakten. Van Aanholt debuteerde op 19 november 2013 in diezelfde wedstrijd als international. Hij viel in de blessuretijd in voor Memphis Depay. Hij is de 23e speler die namens Vitesse uitkwam voor Oranje. In mei 2014 speelde hij nog een vriendschappelijke wedstrijd.
Van Aanholt behoorde tot de voorselectie van het Nederlands elftal voor het Wereldkampioenschap voetbal 2014, die op 13 mei bekendgemaakt werd. Hij behoorde niet tot de definitieve WK-selectie, die Van Gaal op 31 mei bekendmaakte. Terence Kongolo, uitkomend op dezelfde positie, kreeg de voorkeur.
Vervolgens behoorde Van Aanholt bijna twee jaar lang niet tot de selectie, totdat hij op 25 maart 2016 weer een oefeninterland mocht spelen. In dat jaar speelde hij nog drie oefeninterlands, waarvan de laatste op 4 juni 2016. Na zijn vier oefeninterlands in 2016, moest Van Aanholt opnieuw bijna twee jaar geduld uitoefenen, voordat hij in 2018 vanaf 23 maart drie oefeninterlands mocht spelen.
Hij werd geselecteerd voor deelname aan het EK 2020 (gespeeld in 2021), en speelde tijdens dit toernooi steeds in de basisopstelling van het Nederlands elftal. Hiermee kreeg hij de voorkeur boven Owen Wijndal.
| Interlands van Patrick van Aanholt voor Nederland | Interlands van Patrick van Aanholt voor Nederland | Interlands van Patrick van Aanholt voor Nederland | Interlands van Patrick van Aanholt voor Nederland | Interlands van Patrick van Aanholt voor Nederland | Interlands van Patrick van Aanholt voor Nederland |
| №                                                 | Datum                                             | Wedstrijd                                         | Uitslag                                           | Competitie                                        | Goals                                             |
| ------------------------------------------------- | ------------------------------------------------- | ------------------------------------------------- | ------------------------------------------------- | ------------------------------------------------- | ------------------------------------------------- |
|                                                   |                                                   |                                                   |                                                   |                                                   |                                                   |
| Als speler bij Vitesse                            |                                                   |                                                   |                                                   |                                                   |                                                   |
| 1.                                                | 19 november 2013                                  | Nederland - Colombia                              | 0 – 0                                             | Vriendschappelijk                                 |                                                   |
| 2.                                                | 17 mei 2014                                       | Nederland - Ecuador                               | 1 – 1                                             | Vriendschappelijk                                 |                                                   |
| Als speler bij Sunderland AFC                     |                                                   |                                                   |                                                   |                                                   |                                                   |
| 3.                                                | 25 maart 2016                                     | Nederland - Frankrijk                             | 2 – 3                                             | Vriendschappelijk                                 |                                                   |
| 4.                                                | 29 maart 2016                                     | Engeland – Nederland                              | 1 – 2                                             | Vriendschappelijk                                 |                                                   |
| 5.                                                | 1 juni 2016                                       | Polen – Nederland                                 | 1 – 2                                             | Vriendschappelijk                                 |                                                   |
| 6.                                                | 4 juni 2016                                       | Oostenrijk – Nederland                            | 0 – 2                                             | Vriendschappelijk                                 |                                                   |
| Als speler bij Crystal Palace FC                  |                                                   |                                                   |                                                   |                                                   |                                                   |
| 7.                                                | 23 maart 2018                                     | Nederland – Engeland                              | 0 – 1                                             | Vriendschappelijk                                 |                                                   |
| 8.                                                | 31 mei 2018                                       | Slowakije – Nederland                             | 1 – 1                                             | Vriendschappelijk                                 |                                                   |
| 9.                                                | 16 oktober 2018                                   | België – Nederland                                | 1 – 1                                             | Vriendschappelijk                                 |                                                   |
| 10.                                               | 19 november 2019                                  | Nederland – Estland                               | 5 – 0                                             | Kwalificatie EK 2020                              |                                                   |
| 11.                                               | 15 november 2020                                  | Nederland – Bosnië en Herzegovina                 | 3 – 1                                             | Nations League 2020/21                            |                                                   |
| 12.                                               | 18 november 2020                                  | Polen – Nederland                                 | 1 – 2                                             | Nations League 2020/21                            |                                                   |
| 13.                                               | 24 maart 2021                                     | Turkije – Nederland                               | 4 – 2                                             | Kwalificatie WK 2022                              |                                                   |
| 14.                                               | 2 juni 2021                                       | Nederland – Schotland                             | 2 – 2                                             | Vriendschappelijk                                 |                                                   |
| 15.                                               | 6 juni 2021                                       | Nederland – Georgië                               | 3 – 0                                             | Vriendschappelijk                                 |                                                   |
| 16.                                               | 13 juni 2021                                      | Nederland – Oekraïne                              | 3 – 2                                             | EK 2020                                           |                                                   |
| 17.                                               | 17 juni 2021                                      | Nederland – Oostenrijk                            | 2 – 0                                             | EK 2020                                           |                                                   |
| 18.                                               | 21 juni 2021                                      | Noord-Macedonië – Nederland                       | 0 – 3                                             | EK 2020                                           |                                                   |
| 19.                                               | 27 juni 2021                                      | Nederland – Tsjechië                              | 0 – 2                                             | EK 2020                                           |                                                   |

Bijgewerkt t/m 27 juni 2021